# Alejandro Casañas
Alejandro Francisco Casañas Ramírez (* 29. Januar 1954 in Havanna) ist ein ehemaliger kubanischer Hürdensprinter.
Er gewann bei Olympischen Spielen zwei Silbermedaillen im 110-Meter-Hürdenlauf. Bei den Olympischen Spielen 1976 in Montreal erreichte er das Ziel in 13,33 s hinter Guy Drut (13,30 s) und vor Willie Davenport (13,38 s). Mit der kubanischen 4-mal-100-Meter-Staffel belegte Casañas in Montreal den fünften Rang. Seine zweite olympische Medaille errang er bei den Olympischen Spielen 1980 in Moskau. In 13,40 s platzierte er sich hinter Thomas Munkelt (13,39 s) und vor Alexander Putschkow (13,44 s).
Weitere Erfolge erzielte Casañas bei Panamerikanischen Spielen (Sieger 1975, Zweiter 1979 und 1983) sowie bei Zentralamerika- und Karibikmeisterschaften (Sieger 1977, 1981, 1983, 1985) und bei Zentralamerika- und Karibikspielen (Sieger 1974, 1978, 1982). Außerdem stellte er am 21. August 1977 in Sofia mit einer Zeit von 13,21 s einen Weltrekord im 110-Meter-Hürdenlauf auf.
Alejandro Casañas ist 1,88 m groß und hatte ein Wettkampfgewicht von 79 kg.